# La Voz de la Verdad
La  Voz de la Verdad fue un periódico español editado en Lugo entre 1910 y 1937.

## Historia
Nació en 1910 como una publicación de corte católico y antiliberal. Ejerció como el órgano católico local en Lugo, y durante la Segunda República se mantuvo cercano a la CEDA. Continuaría editándose hasta el estallido de la Guerra civil, cuando desaparecidó. Publicó su último número el 15 de enero de 1937.

## Biografía
- Aróstegui, Julio (1988). Historia y memoria de la Guerra Civil. Encuentro en Castilla y León: Salamanca, 24-27 de septiembre de 1986. Junta de Castilla y León.
- Barreiro Gordillo, Cristina (2003). El carlismo y su red de prensa en la Segunda República. Actas.
- Checa Godoy, Antonio (1989). Prensa y partidos políticos durante la II República. Universidad de Salamanca. ISBN 84-7481-521-5.
- Santos Gayoso, Enrique (1990). Historia de la Prensa Gallega 1800-1986 I. Sada: Do Castro. ISBN 84-7492-489-8.

- Datos: Q12391444